# Vistárie
Vistárie (také wistérie, wistárie, wistarie, modrý déšť) je rod rostlin z čeledi bobovité. Zahrnuje 7 druhů a je rozšířen ve východních oblastech USA, Číně a východní Asii. Jsou to dřevnaté liány s bohatými hrozny motýlovitých květů. Některé druhy jsou pěstovány jako okrasné dřeviny.

## Rozšíření
Roste na východě USA a východoasijských států Čína, Korea a Japonsko. V Evropě pěstována asi od roku 1816, v ČR se poprvé objevuje kolem roku 1913.

## Pojmenování
Rod byl pojmenován po Casparu Wistarovi (1761–1818), což byl anatom, chemik, lékař a prezident americké filozofické společnosti. V angličtině je používán chybný název wisteria, chyba je ale všeobecně zavedená jako název pro tuto rostlinu a chybný název je používán stejně jako správný.
Rodu Wisteria pojmenoval po něm jeho přítel, anglický botanik Thomas Nuttall z Harvardu, a z nějakého důvodu rodu jméno zapsal jako ‚Wisteria‘ s ‚e‘. To je jeden z těch případů, kdy rod jména a obecný název jsou stejné. Občas je napsáno ‚Wistaria‘, podle uznaného pravopisného tvaru jména „Wistar“, jako například slavný Sierra Madre Wistaria Festival a rostliny často nesou společný název Wistaria.
Podle pravidel Mezinárodního kodexu botanické nomenklatury, protože původní název rodu botanik Nuttall zapsal jako ‚Wisteria‘, musí být akceptován jako správný latinský název rodu rostlin Wisteria bez ohledu na rozpor.

## Popis
Pravotočivě, nebo levotočivě vystoupavá liána, dřevina. Mohou vyšplhat do 20 m nad zem a rozprostírat se do 10 m šířky.
Listy střídavé, 15–35 cm dlouhé, lichozpeřené, s 9–19 lístky. Raší v dubnu až květnu, listí opadává v listopadu.
Květy rostou v převisajících hroznech 10–80 cm dlouhých a jsou podobné hroznům květů rodu čilimník, Laburnum nebo akát. Jsou namodralé, fialové, purpurové, růžové nebo bílé, nikdy žluté. Asijské druhy kvetou na jaře (těsně před nebo po olistění), W. japonica a americké druhy pak v polovině roku koncem léta. Květy jsou složeny z pětizubého kalichu, člunku a pavézy, typické pro bobovité. Hořejší tyčinka je volná, čnělka zakřivená, s koncovou kulovitou bliznou. Všechny květy na rostlině rozkvétají současně. Květy některých druhů jsou vonné.
Plodem je stopkatý chlupatý lusk 7–15 cm, obsahující 1–3 semena, zvolna pukající.

## Použití
V zahradnictví jako okrasná popínavá dřevina. Je velice populární v Číně a Japonsku. Vistárie jsou jedovaté. Vývar z kořenů užívali Číňané proti bolestem svalů a kloubů. Upravené listy sloužily v Číně k výrobě čaje.

## Pěstování

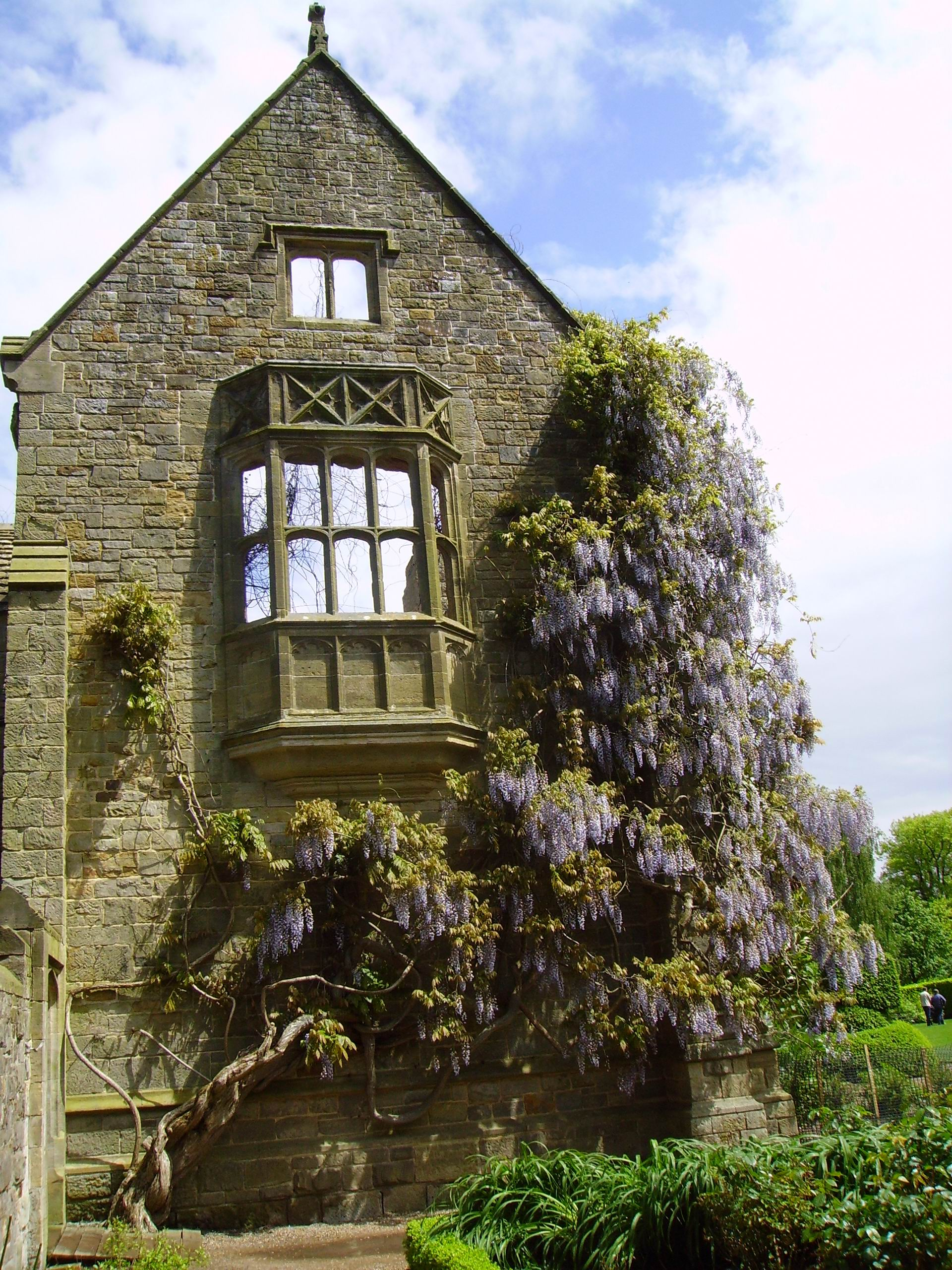
Wisteria na romantických troskách domu v Nymans Gardens, West Sussex, Anglie.

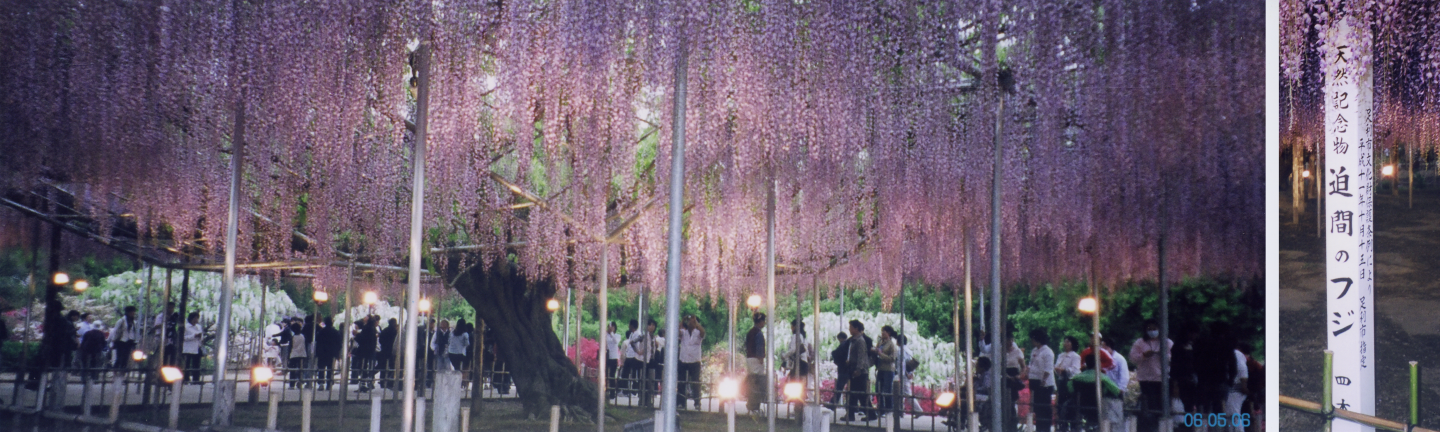
Největší vistárie v Japonsku: wisteria (藤, fuji) kvetoucí v Ashikaga Flower Park v Ashikaga, Tochigi. Věk asi 140 let, výhony se šíří na ploše 1990 m² (květen 2008).

Vistárie, zejména Wisteria sinensis, je velmi odolná a rychle rostoucí dřevina. Stejně jako ostatní bobovité může růst v poměrně chudé půdě, ale preferuje úrodné, vlhké, spíše vápenité půdy, ale především půdy propustné. Vistárii se daří na výsluní i v polostínu.
Množí se vegetativně řízkováním, vyzrálými i bylinnými řízky a také kořenovými řízky, hřížením výhonů na jaře, odrůdy štěpujeme (kopulace, nebo na kozí nožku). Wisteria chinensis se snadno množí i generativně, semeny.
Zahradníci častěji pěstují a prodávají rostliny, které byly množeny řízkováním, protože ušetří nejméně dva roky práce, nebo atraktivní kultivary které jsou zpravidla naštěpované. Semenáčům běžně trvá deset let, než poprvé vykvetou, jako u amerických druhů vistárie, nebo téměř dvacet, u čínské vistárie. Zrání může být vynuceno fyzicky, poškozením hlavního kmene, prořezáváním kořenů, nebo vlivem stresu ze sucha. vistárie spolupracuje s bakteriemi, které mají schopnost vázat vzdušný dusík, takže rostliny mohou mít prospěch z přihnojování draslíkem a fosforem, ale ne dusíkem. Za přihnojování fosforečnými hnojivy se odmění dobrou násadou květů.
Vistárie lze sice pěstovat bez opory jako keř, ale je nejlepší, když dovolíme vistárii šplhat nahoru po stromech, obloucích, pergolách, zdech, trelážích nebo jiných nosných konstrukcích. Na její visící hrozny je nejlepší pohled zespodu. Opora, opěrná konstrukce musí být ale velmi pevná, protože staré vistárie mají nesmírně silné a těžké větve s tlustými kmeny. Rozerve dřevěné mřížoví a může dokonce zardousit velké stromy. Vistárie na domech mohou způsobit poškození okapových žlabů, střešní krytiny a podobných struktur.
Vistárie mohou být pěstovány i v nádobách. V takovém případě je třeba ji pravidelně řezat.
Vistárie můžeme řezat dvakrát v roce. Květní pupeny vistárie se tvoří na začátku loňských větví, takže prořezávání postranních výhonů na počátku jara zviditelní květy. V lednu řežeme výhony kolem hlavní větve a silných větví na 2–4 cm, nebo na tři až čtyři očka. Pokud je žádoucí kontrolovat velikost rostliny, boční výhonky lze zkrátit na délku 20 až 40 cm v polovině léta, a poté ještě jednou silně zkrátíme na 10 až 20 cm koncem léta. Květy se u Wistaria sinensis objevují vždy na slabých postranních větévkách, které je třeba chránit hlavně při prořezávání. U starších, dlouho neošetřovaných vistárií koncem zimy odstraníme všechny vedlejší výhony, necháme jen silné větve omotané okolo opory. Když jarní výhonky dosáhnou délky 40–60 cm, seřízneme je nad třetím nebo pátým pupenem, terminální výhonky seřízneme kolem 20. července, když už přestaly růst.

## Choroby a škůdci
Obvykle chorobami a škůdci netrpí, avšak poškozené, oslabené rostliny, nebo rostliny na nevhodném stanovišti mohou napadat houbové choroby např. Verticillium a Botrythis, nebo mohou trpět fyziologickými chorobami. Proti askomycetám z rodu Verticilium mohou pomoci systémové fungicidy, avšak vhodnější je prevence – rozmnožovat zdravé jedince, zvolit vhodné stanoviště, napadené jedince odstranit, desinfikovat nářadí, v případě napadení se doporučuje vyměnit velké množství půdy.

## Invazní druh
V některých oblastech je považována za invazní druh.

## Obsahové látky
Obsahuje betulin, kyselinu betulinovou.

## Toxicita

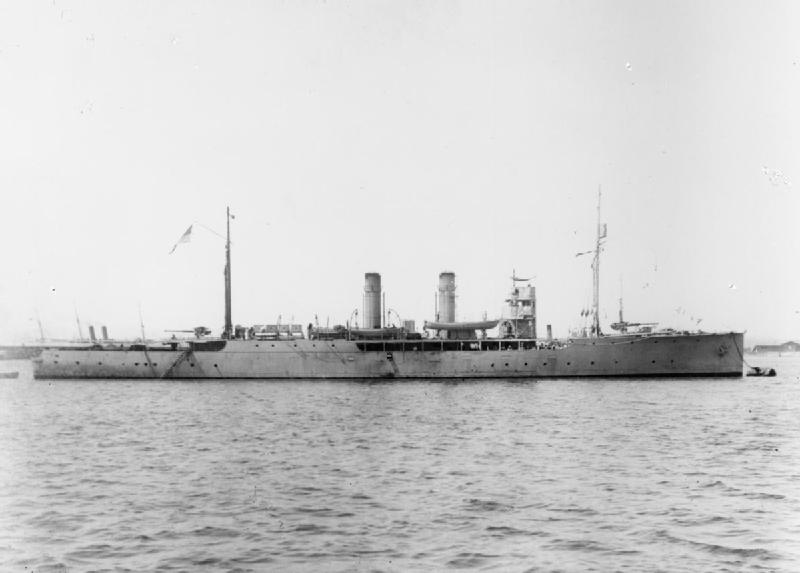
fotografie HMS Wisteria (1915)

Obsahuje toxické lektiny. Otrava se projevuje zvracením, průjmem a bolestmi břicha, postiženému je třeba podat aktivní uhlí (živočišné uhlí) a zajistit výplach žaludku. Nejčastějším důvodem otravy je požití plodů u dětí.

## Zajímavosti
- Květenství Wisteria floribunda ‚Macrobotrys‘ dosahuje délky až 90 cm.[8]
- Akvaristé pěstují tzv. „vodní vistárii“ (Hygrophila difformis).
- Největší světově známá vistárie se nachází v Sierra Madre, v státě Kalifornie. Měří více než 100 m² na šířku a má hmotnost 250 tun.
- Arthur Conan Doyle napsal knihu "The Adventure of Wisteria Lodge".(detektivní příběhy)
- Laura J. Rowlandová je autorem knihy "Tajný deník paní Vistárie" (historický román)
- HMS Wisteria (1915), námořní válečná loď byla spuštěna na vodu 7. prosince 1915. Prodána do šrotu 18. ledna 1931.
- V rámci divadla kabuki je znám tanec Fuji Musumè (藤娘, „vistáriová dívka“), při němž žena v tradičním kimonu tančí s větvičkami vistárie[9] či před rozkvetlými vistáriemi.[10]

- V básnictví a malířské tvorbě je vistárie spojena s mandarinskými kachnami nebo hnízděním ptáků, hlavně vrabců. Květ je přirovnáván k vlnám, které vynášejí milence z hlubin smutku. Rozkvetlá větvička vistárie je vhodnou dekorací na dárek vašim blízkým.[4]
- Sushi lze připravit v podobě květů vistárie[11]

## Zástupci
- vistárie čínská (Wisteria sinensis)
- vistárie křovitá (Wisteria frutescens)
- vistárie květnatá (Wisteria floribunda)
- vistárie velkokvětá (Wisteria macrostachya)
- vistárie vznešená (Wisteria venusta)[12]

## Galerie

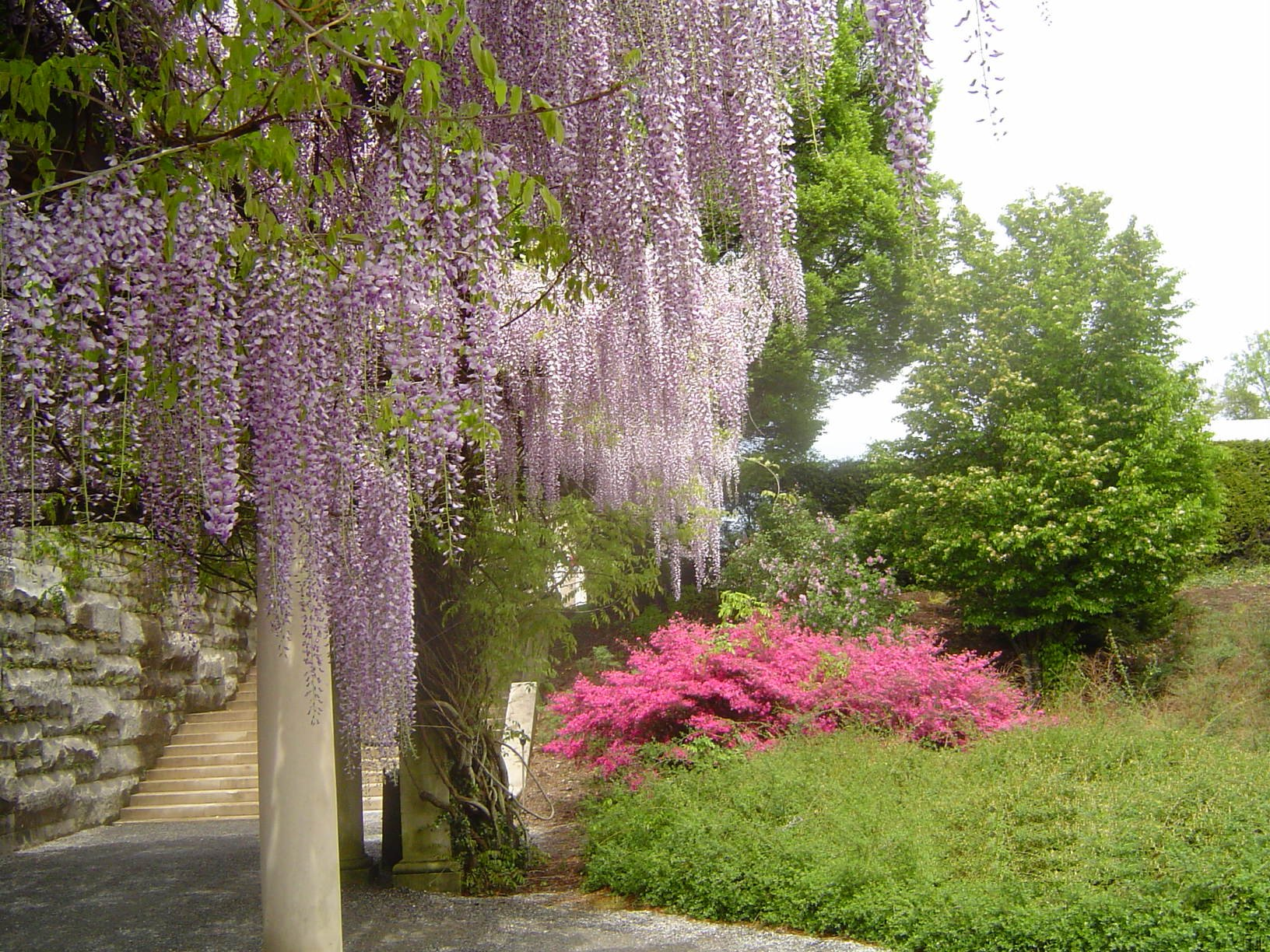
pro vistárii prodejci razí název „modrý déšť“
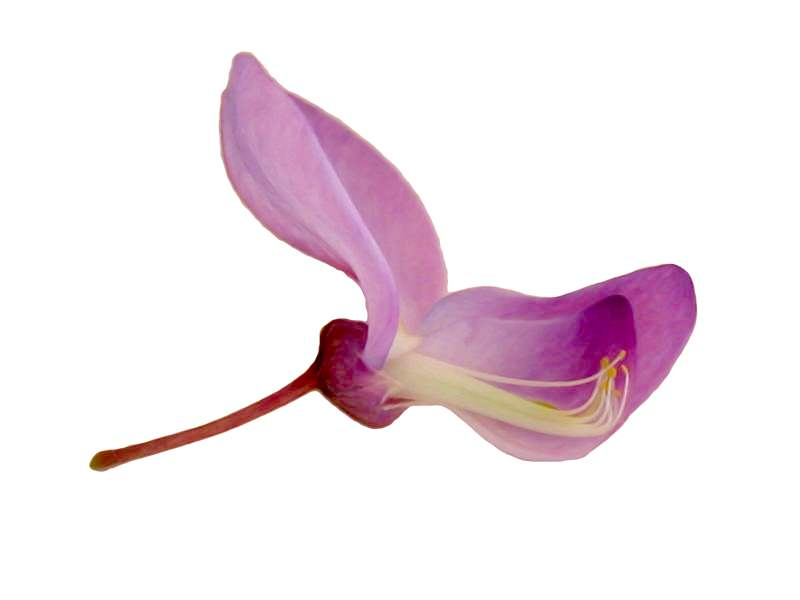
květ v řezu
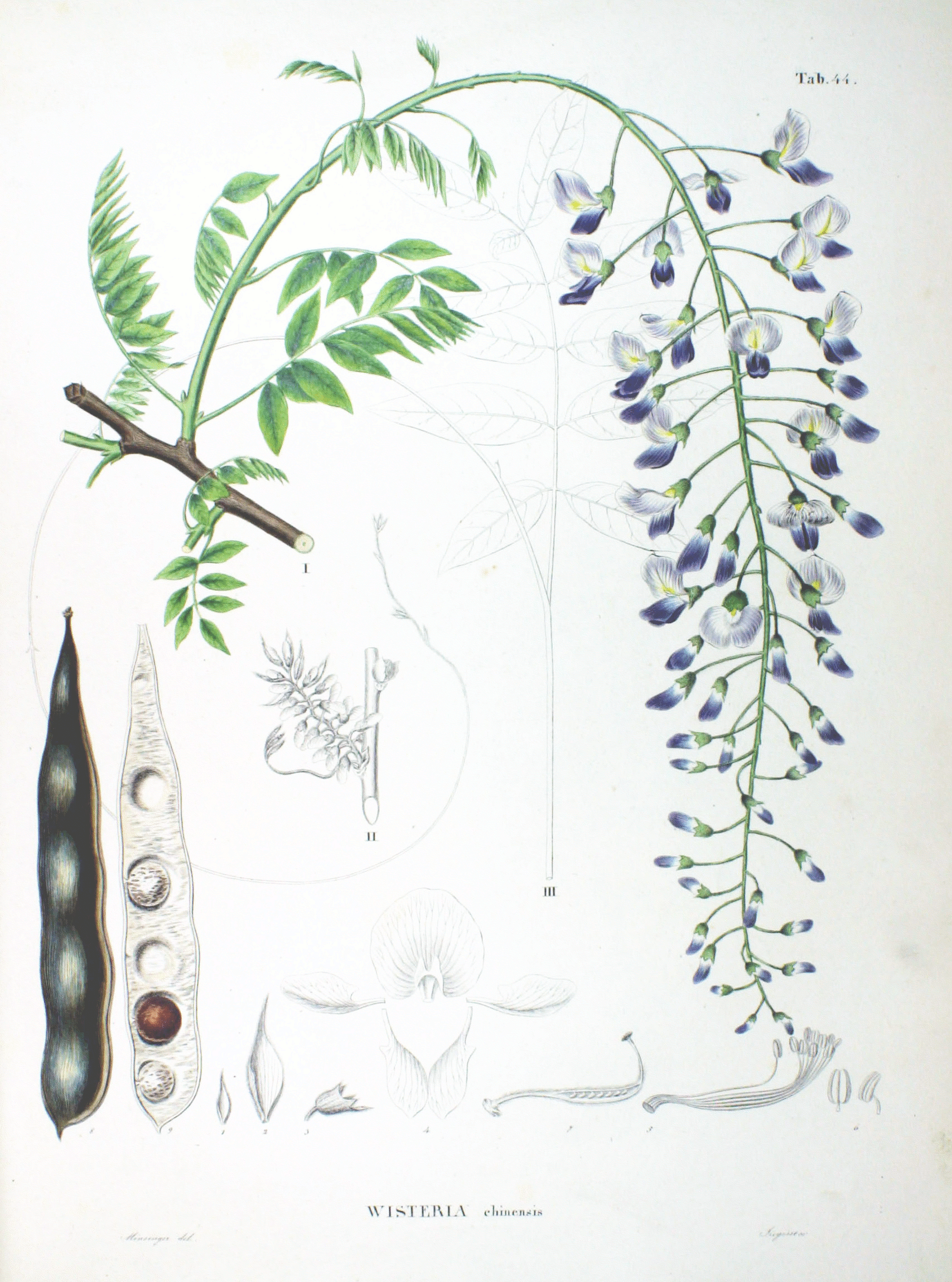
kresba, vistárie čínská
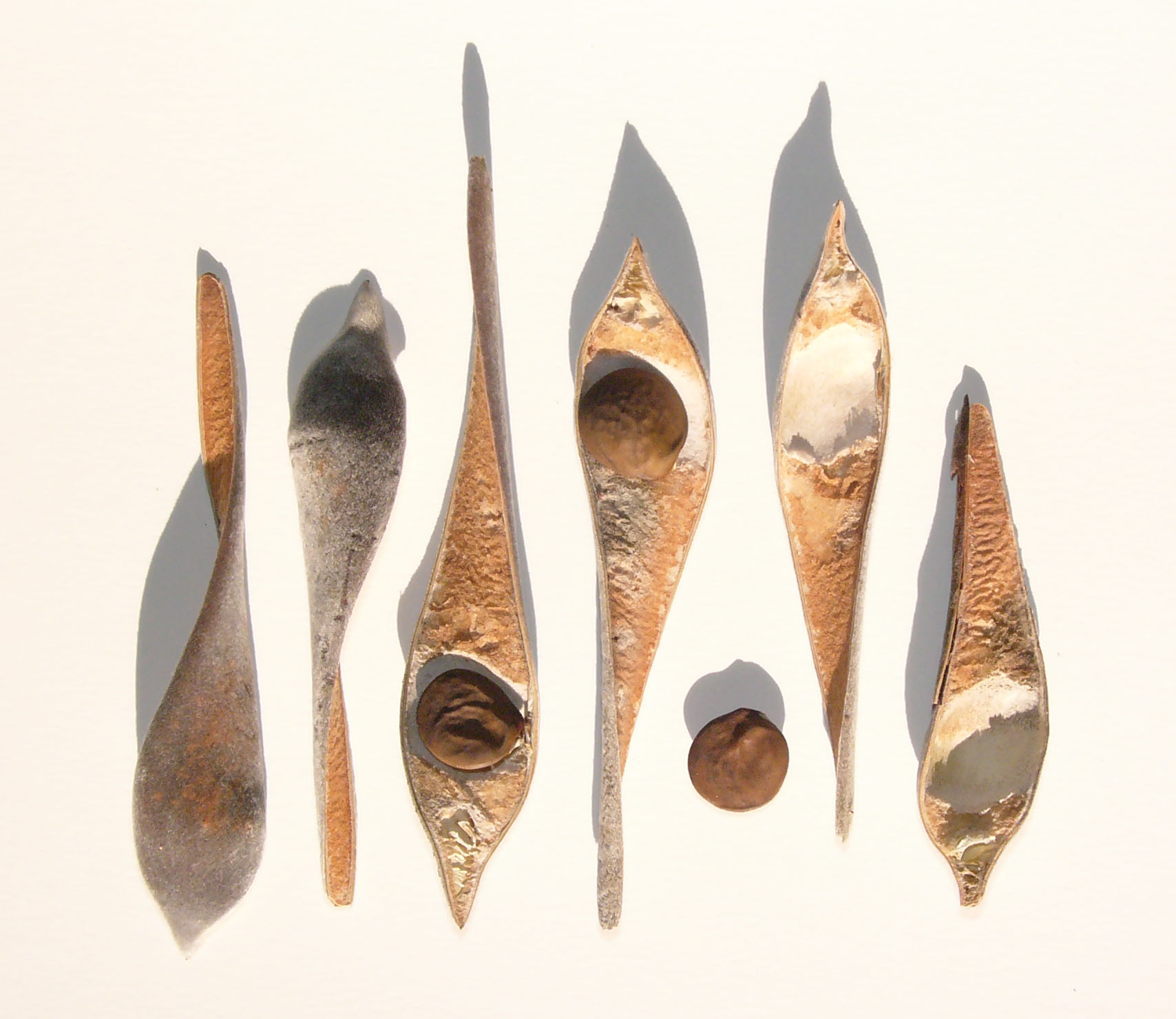
semena vistárie
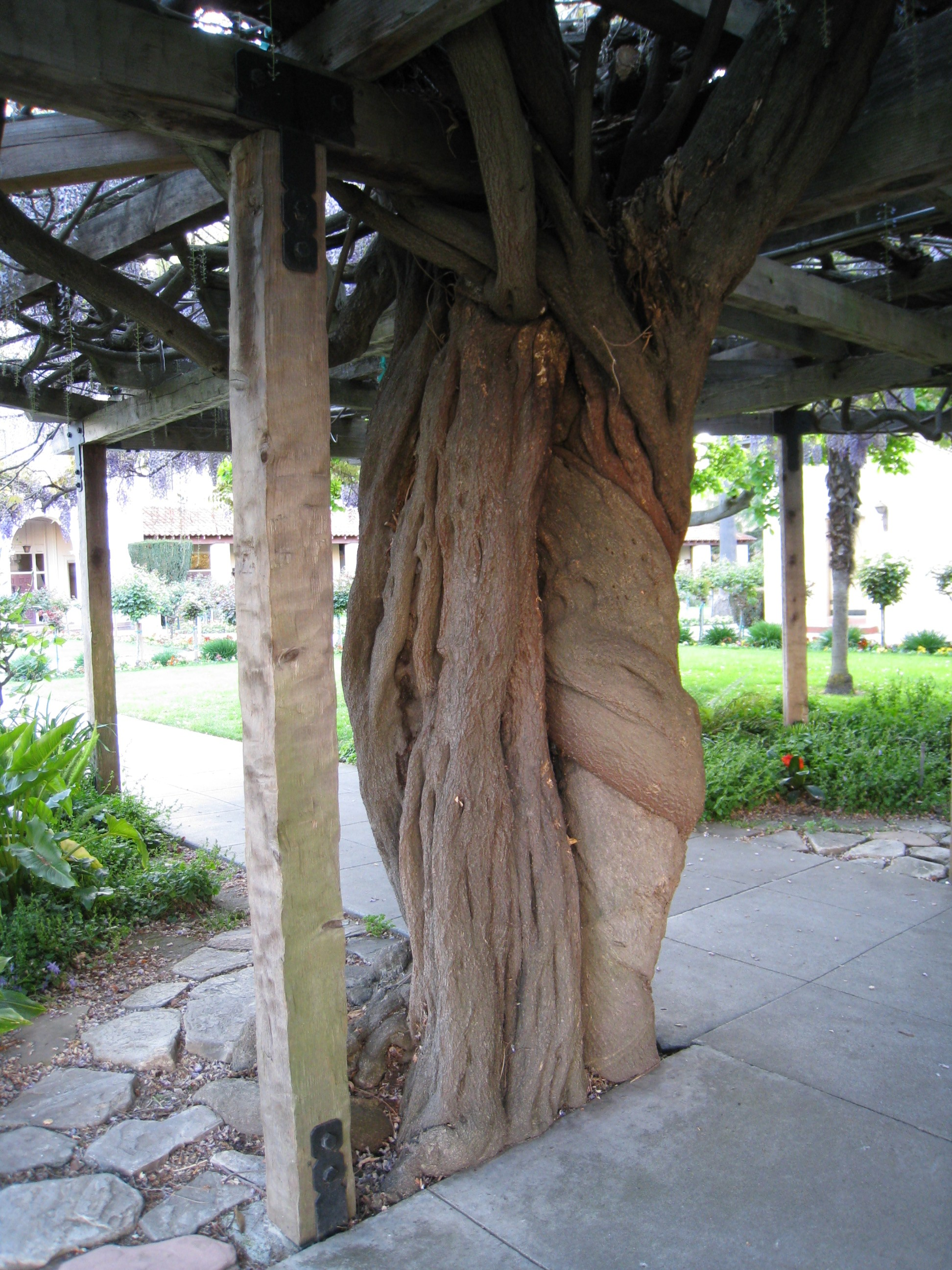
vistárie v Mission Santa Clara na pozemku Santa Clara University.
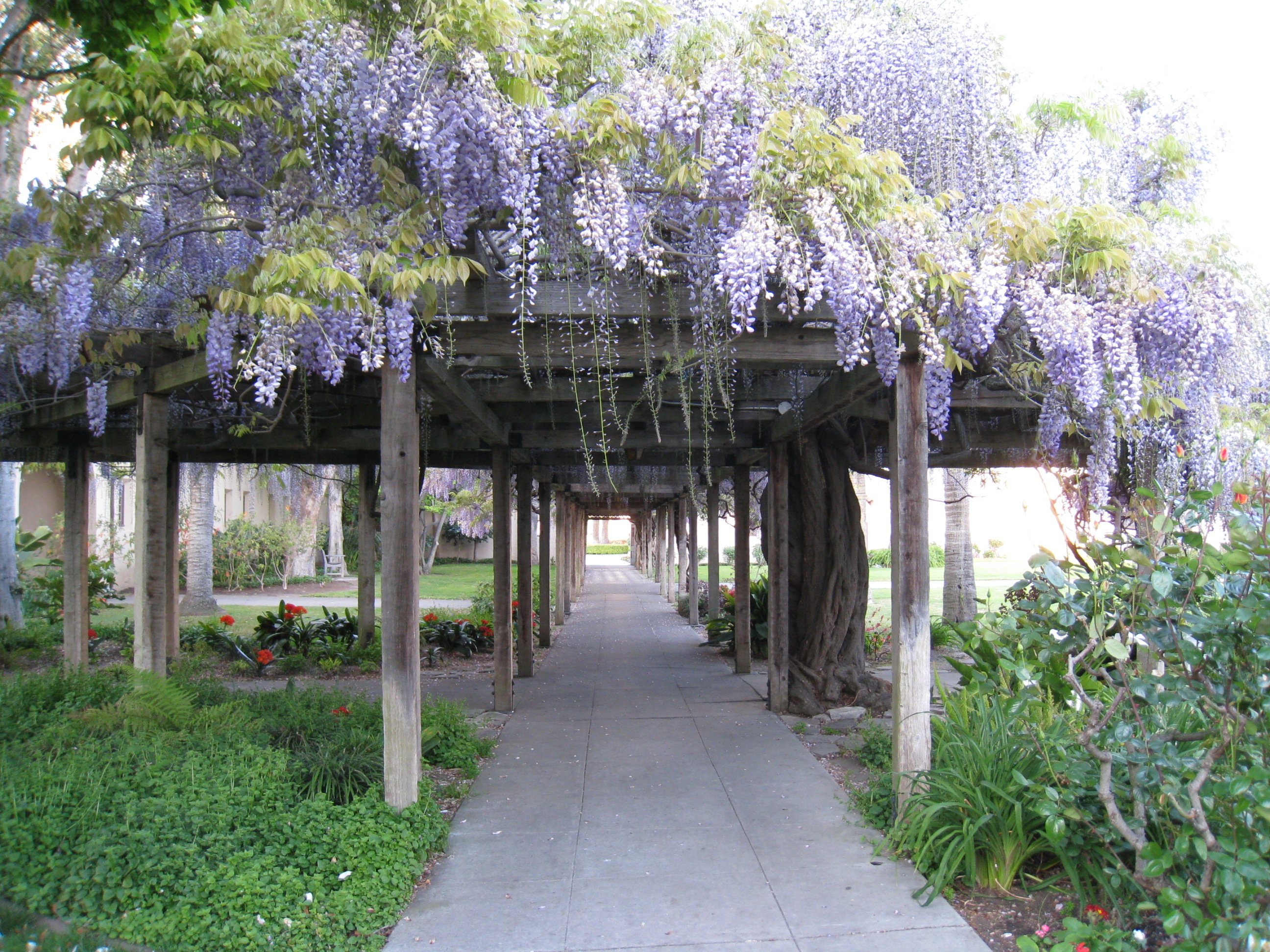
vistárie v Mission Santa Clara na pozemku Santa Clara University.
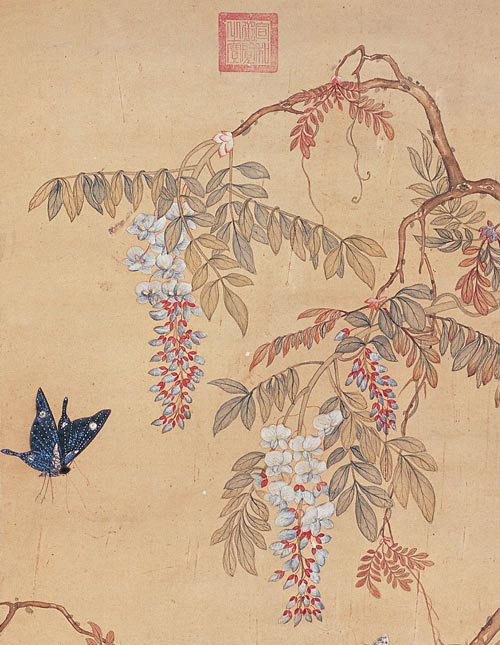
japonské umění

## Přehled druhů a jejich rozšíření
- Wisteria brachybotrys, syn. W. venusta – Čína, Japonsko
- Wisteria brevidentata – Čína
- Wisteria floribunda – Japonsko
- Wisteria frutescens – vých. a sv. USA
  - * Wisteria frutescens var. macrostachya, syn. W. macrostachya – kentucká vistárie
- Wisteria japonica – Japonsko, jv. Čína a Korea
- Wisteria sinensis – střední a jižní Čína
- Wisteria villosa – Čína[13]